# Холмгрен, Чет
Честер Томас «Чет» Холмгрен (англ. Chester Thomas "Chet" Holmgren; род. 1 мая 2002, Миннеаполис, Миннесота) — американский профессиональный баскетболист клуба НБА «Оклахома-Сити Тандер».

## Ранние годы
Холмгрен родился в Миннеаполисе, штат Миннесота. Он вырос, играя в баскетбол под опекой своего отца, Дэйва Холмгрена, рост которого составляет 2,13 м. и который играл в баскетбол за Университет Миннесоты с 1984 по 1988 года. В шестом классе (11-12 лет), Холмгрен начал посещать Академию Миннехаха, христианскую частную школу в Миннеаполисе. В то время его рост составлял 1,88 м. и он был товарищем по команде с Джаленом Саггсом, с которым он играл вместе в старшей школе. Холмгрен улучшил свою дальность стрельбы, восстанавливаясь после перелома правого запястья в течение своего первого сезона. К девятому классу Холмгрен вырос до 2,06 м.

## Карьера в колледже
В своем дебютном матче в колледже Холмгрен набрал 14 очков, 13 подборов, 7 блок-шотов и 6 передач в победной игре над «Дикси Стэйт» (97:63). Он стал первым игроком за 25 лет, набравшим как минимум 10 очков, 10 подборов, 5 передач и 5 блок-шотов в своём дебютном матче. 22 ноября первокурсник сыграл с 19 очками при 7 из 9 бросков и 3 из 3 с линии штрафных бросков. По итогам регулярного сезона Холмгрен был назван Защитником года и Новичком года в конференции Западного побережья. На турнире NCAA Холмгрен набрал 19 очков, 17 подборов, 7 блок-шотов и 5 передач в победной игре первого раунда против «Джорджия Стэйт» (93:72). На первом курсе он набирал в среднем 14,1 очка, 9,9 подбора и 3,7 блок-шота за игру. 21 апреля 2022 года Холмгрен подал заявку на участие в драфте НБА 2022 года, отказавшись от оставшегося права на поступление в колледж.

## Карьера в НБА

### «Оклахома-Сити Тандер» (2022—настоящее время)
Холмгрен был выбран командой «Оклахома-Сити Тандер» под вторым номером на драфте НБА 2022 года, что сделало его самым высоким выбором на драфте, когда-либо выбранным у «Гонзаги», и самым лучшим выбором на драфте от штата Миннесоты, обогнав Кевина Макхейла, выбранный третьим в общем зачете в 1980 году. Холмгрен присоединился к составу «Тандер» для участия в Летней лиге НБА 2022 года. В своем дебюте Холмгрен набрал 23 очка при 7 подборах, 4 передачах и 6 блок-шотах в победной над «Юта Джаз» (98:77). Он также побил рекорд по количеству блоков в одной игре Летней лиги. 5 июля 2022 года Холмгрен подписал контракт новичка с «Оклахомой». Однако 25 августа было объявлено, что он пропустит весь сезон 2022/2023 из-за травмы Лисфранка стопы, полученной во время игры Pro-am.
25 октября 2023 года Холмгрен дебютировал в регулярном сезоне НБА, набрав 11 очков и 4 подбора в победной игре над «Чикаго Буллз» (124:104). 27 октября Холмгрен набрал 16 очков, 13 подборов и 7 блок-шотов в победном матче против «Кливленд Кавальерс» (108:105), побив рекорд франшизы по количеству блоков в одной игре, установленный новичком. 18 ноября Холмгрен набрал рекордные в карьере 36 очков, а также 10 подборов, 5 передач, 2 перехвата, 2 блок-шота и 2 трехочковых в победной игре с овертаймом над «Голден Стэйт Уорриорз» (130:123). Он также присоединился к Майклу Джордану как единственный новичок в истории НБА, набравший не менее 35 очков, 10 подборов, 5 передач, 2 перехвата, 1 блок-шок и 2 трехочковых за игру. 4 декабря Холмгрен был назван Новичком месяца Западной конференции за игры, сыгранные в октябре/ноябре. 25 апреля Холмгрен привел «Тандер» к победе над «Нью-Орлеан Пеликанс», набрав 26 очков и сделав семь подборов. Он стал первым новичком в истории плей-офф НБА, набравшим 25 и более очков и показавшим коэффициент плюс/минус +25 за игру, а также первым новичком в истории франшизы «Тандер», набравшим не менее 25 очков и сделавшим пять подборов в плей-офф.

#### Травма и первый титул чемпиона НБА (2024–2025)
10 ноября 2024 года в игре против «Голден Стэйт Уорриорз» Холмгрен сильно приземлился на правый бок после того, как заблокировал бросок Эндрю Уиггинса. Впоследствии у него был диагностирован перелом крыла правой подвздошной кости таза, и он вернулся в игру 7 февраля 2025 года.
Холмгрен и «Тандер» вышли в финал НБА 2025 года, где они одержали победу в семи играх над «Индианой Пэйсерс», причем Холмгрен набрал 18 очков, сделал восемь подборов и пять блок-шотов в решающей седьмой игре. Его пятый блок-шот за вечер, зафиксированный в четвертой четверти, установил новый рекорд по количеству блок-шотов в седьмой игре финала НБА.

## Карьера за сборную
В 2021 году Холмгрен представлял США на чемпионате мира среди юношей до 19 лет в Латвии. Он набирал в среднем 11,9 очка, 6,1 подбора, 3,3 передачи и 2,7 блок-шота за игру, приведя свою команду к золотой медали и получил награду MVP турнира.

## Статистика

### Статистика в НБА
| Сезон                                                                                    | Команда       | Регулярный сезон | Регулярный сезон | Регулярный сезон | Регулярный сезон | Регулярный сезон | Регулярный сезон | Регулярный сезон | Регулярный сезон | Регулярный сезон | Регулярный сезон | Регулярный сезон | Серия плей-офф | Серия плей-офф | Серия плей-офф | Серия плей-офф | Серия плей-офф | Серия плей-офф | Серия плей-офф | Серия плей-офф | Серия плей-офф | Серия плей-офф | Серия плей-офф |
| Сезон                                                                                    | Команда       | GP               | GS               | MPG              | FG%              | 3P%              | FT%              | RPG              | APG              | SPG              | BPG              | PPG              | GP             | GS             | MPG            | FG%            | 3P%            | FT%            | RPG            | APG            | SPG            | BPG            | PPG            |
| ---------------------------------------------------------------------------------------- | ------------- | ---------------- | ---------------- | ---------------- | ---------------- | ---------------- | ---------------- | ---------------- | ---------------- | ---------------- | ---------------- | ---------------- | -------------- | -------------- | -------------- | -------------- | -------------- | -------------- | -------------- | -------------- | -------------- | -------------- | -------------- |
| 2023/24                                                                                  | Оклахома-Сити | 82               | 82               | 29,4             | 53,0             | 37,0             | 79,3             | 7,9              | 2,4              | 0,6              | 2,3              | 16,5             | 10             | 10             | 34,5           | 49,6           | 26,0           | 75,8           | 7,2            | 2,1            | 0,7            | 2,5            | 15,6           |
|                                                                                          | Всего         | 82               | 82               | 29,4             | 53,0             | 37,0             | 79,3             | 7,9              | 2,4              | 0,6              | 2,3              | 16,5             | 10             | 10             | 34,5           | 49,6           | 26,0           | 75,8           | 7,2            | 2,1            | 0,7            | 2,5            | 15,6           |
| Наведите курсор мыши на аббревиатуры в заголовке таблицы, чтобы прочесть их расшифровку. |               |                  |                  |                  |                  |                  |                  |                  |                  |                  |                  |                  |                |                |                |                |                |                |                |                |                |                |                |

### Статистика в NCAA
| Сезон | Команда | Conf  | Class | GP | GS | MPG  | FG%  | 3P%  | FT%  | RPG | APG | SPG | BPG | PPG  |
| --- | ------- | ----- | ----- | -- | -- | ---- | ---- | ---- | ---- | --- | --- | --- | --- | ---- |
| 2021/22 | Гонзага | WCC   | FR    | 32 | 31 | 26,9 | 60,7 | 39,0 | 71,7 | 9,9 | 1,9 | 0,8 | 3,7 | 14,1 |
| Всего | Всего   | Всего | Всего | 32 | 31 | 26,9 | 60,7 | 39,0 | 71,7 | 9,9 | 1,9 | 0,8 | 3,7 | 14,1 |
| Наведите курсор мыши на аббревиатуры в заголовке таблицы, чтобы прочесть их расшифровку Статистика приведена с сайта sports-reference.com |         |       |       |    |    |      |      |      |      |     |     |     |     |      |

## Личная жизнь
Отец Холмгрена, Дэйв, сыграл 57 игр в студенческий баскетбол за Миннесоту с 1984 по 1988 года. У Холмгрена есть две сестры.